# Gerardo Rivas
Gerardo Rivas (Asunción, 24 settembre 1905 – ...) è stato un calciatore paraguaiano, di ruolo attaccante.

## Carriera
Con la Nazionale paraguaiana giocò la Copa America nel 1921, nel 1922, nel 1923, nel 1924 e nel 1925. Con le sue 12 reti è tra i sei migliori marcatori della storia della sua Nazionale.